# Limba tătară
Limba tătară este o limbă turcică vorbită în special în zona munților Urali din Rusia, dar și în alte părți ale Rusiei, cât și în alte țări (Ucraina, Kazahstan).
Este limbă oficială, alături de rusă, în Tatarstan și este larg răspândită și în Bașchiria.

## Scriere
Limba tătară a fost scrisă cu alfabetul arab, alfabetul latin sau alfabetul chirilic. Actualmente în Rusia este oficial alfabetul chirilic.